# Lemaireia
Lemaireia este un gen de molii din familia Saturniidae. 

## Specii
- Lemaireia chrysopeplus (Toxopeus, 1940)
- Lemaireia hainana Naessig & Wang, 2006
- Lemaireia inexpectata Naessig, 1996
- Lemaireia loepoides (Butler, 1880)
- Lemaireia luteopeplus Naessig & Holloway, 1988
- Lemaireia naessigi Brechlin, 2001
- Lemaireia schintlmeisteri Naessig & Lampe, 1989